# Rovetta
Rovetta är en ort och kommun i provinsen Bergamo i regionen Lombardiet i Italien. Kommunen hade 4 171 invånare (2018).